# صنوبر سیاه

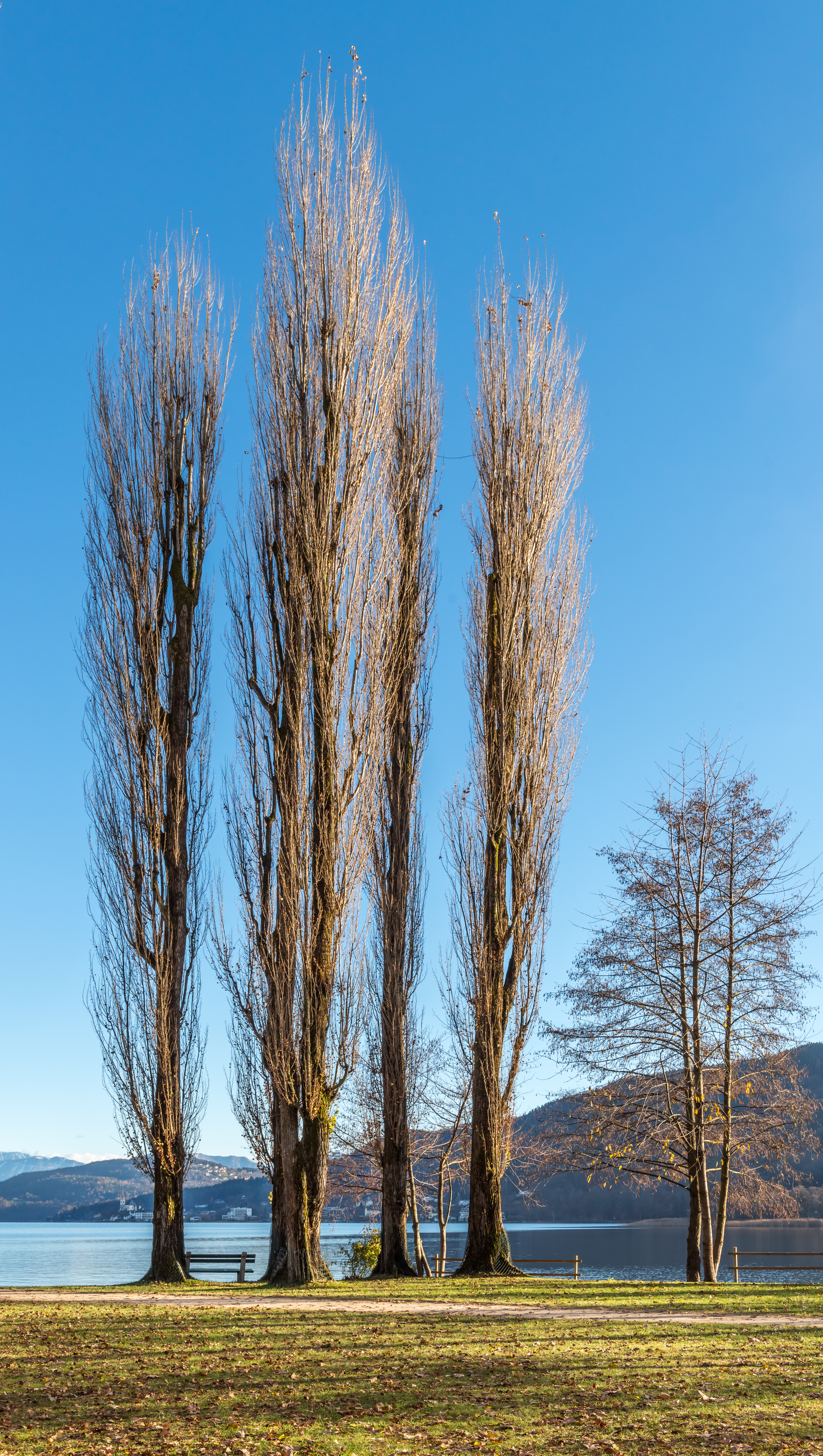
نگاره‌ای از چند درخت تبریزی در آغاز فصل زمستان در پورچاخ آم ورترزه، اتریش.

راجی، تبریزی، شالک (نام علمی: Populus nigra) درختی است از راسته مالپیگی‌سانان، تیرهٔ بیدیان. نام آن به انگلیسی Black Poplar است.

## مشخصات
تبریزی درختی برگ‌ریز است. برگها سبز براق، پهن، یا لوزی نوک تیز هستند. پیش از ریزش رنگ طلائی روشن تا زرد به خود می‌گیرند. جوانه‌های آن زرد رنگ، معطر و چسبناک است. ارتفاع آن تا سی متر می‌رسد. شاخه‌های آن موجی و فاقد جهت‌های ریشه جوش است. تنهٔ آن مستقیم رشد می‌کند و کم شاخه است و از این جهت برای تیر چوبی سقفها به مصرف می‌رسیده‌است. تا ۶ سالگی می‌تواند به بازده مطلوب برای برداشت چوب برسد.
تکثیر تبریزی از طریق قلمه صورت می‌گیرد. ارقام مختلفی از آن در ایران می‌روید. در تبریز با نام لشه قَلَمه مشهور است و در اکثراً باغات آن منطقه به عنوان مرز باغات و مزارع کاشته می‌شود. شهر گلپایگان دارای یکی از غنی‌ترین زیستگاه‌های درخت تبریزی است و تبریزی گلپایگان گونه‌ای منحصر به فرد است. به این خاطر برخی گلپایگان را به عنوان شهر درختان تبریزی می‌شناسند.

## ترکیبات شیمیایی
جوانه‌های تبریزی (شالک) صمغ دارای گلوکوزیدهای سالیسین، پوپولین و کریزین است. مقداری اسانس روغنی فرّار نیز در آن یافت می‌شود.

## خواص
در طب سنتی از برگ‌ها و سرشاخه‌های گل‌دار این برای درمان بواسیر، روماتیسم، نقرس و سیاتیک استفاده می‌شود. این گیاه مدر، ضد عفونی کننده و مقوی هاضمه نیز می‌باشد.
تبریزی‌ها همچون بیدها دارای مجموعه ریشه‌هائی بسیار قوی و نفوذگر هستند بنابراین آنها را نبایستی نزدیک به ساختمان‌ها و لوله‌ها کاشت.
سپیدار و تبریزی از یک تیره‌اند. ولی پوست سپیدار تقریباً سفید رنگ و پوست تبریزی قهوه‌ای تیره است. زاویهٔ شاخه‌ها در سپیدار بازتر و تقریباً عمود بر تنه بوده، در حالی که در تبریزی شاخه‌ها نزدیک به تنه و به موازات تنه هستند.
در یک اشتباه رایج عامیانه، درختان تبریزی و سپیدار را برخی در گفتار صنوبر ترکیه می‌گویند. از نیمهٔ دوم سدهٔ چهاردهم بدین سو این اشتباه به برخی کتابها نیز راه یافته‌است.

## نگارخانه

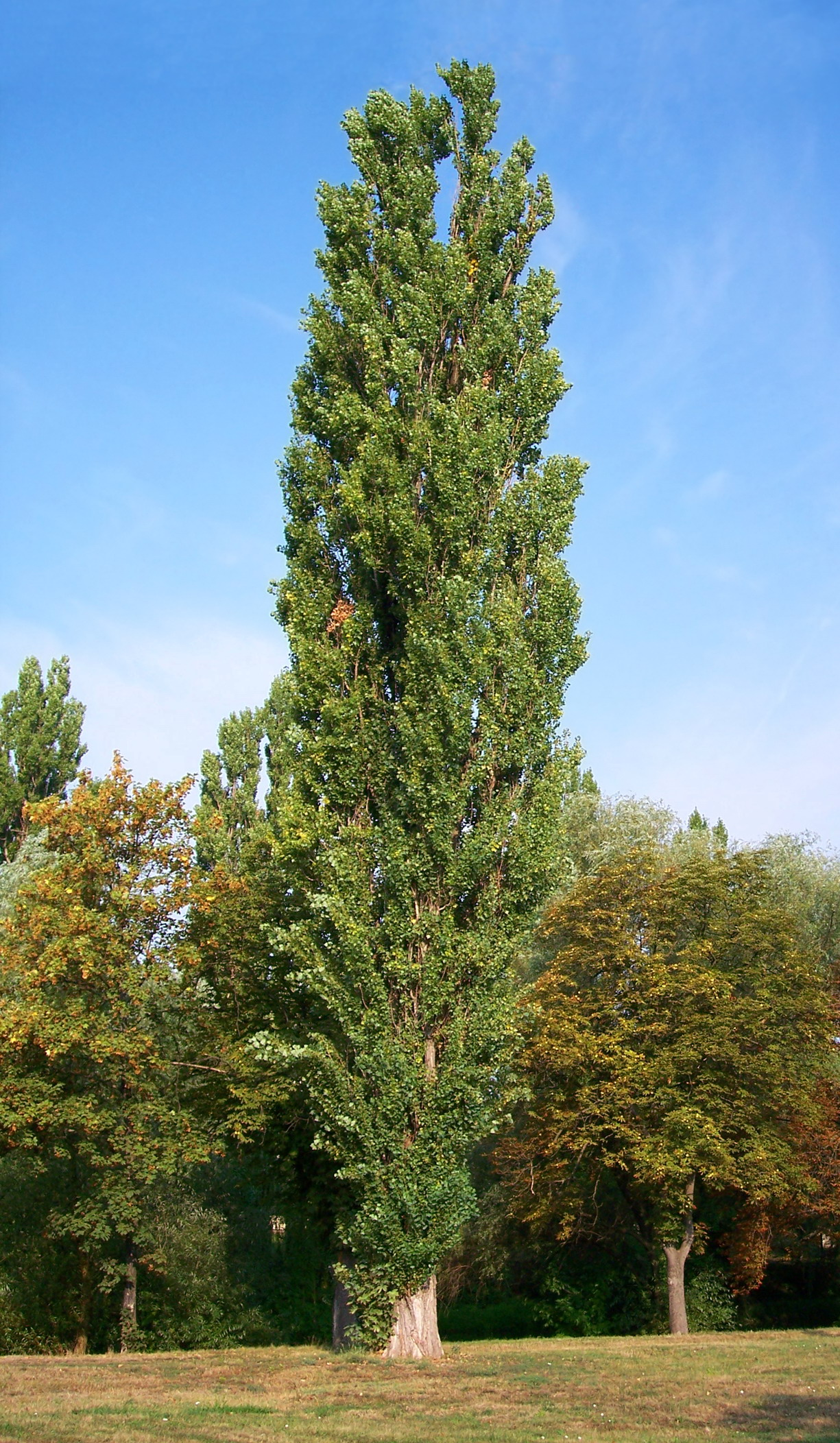
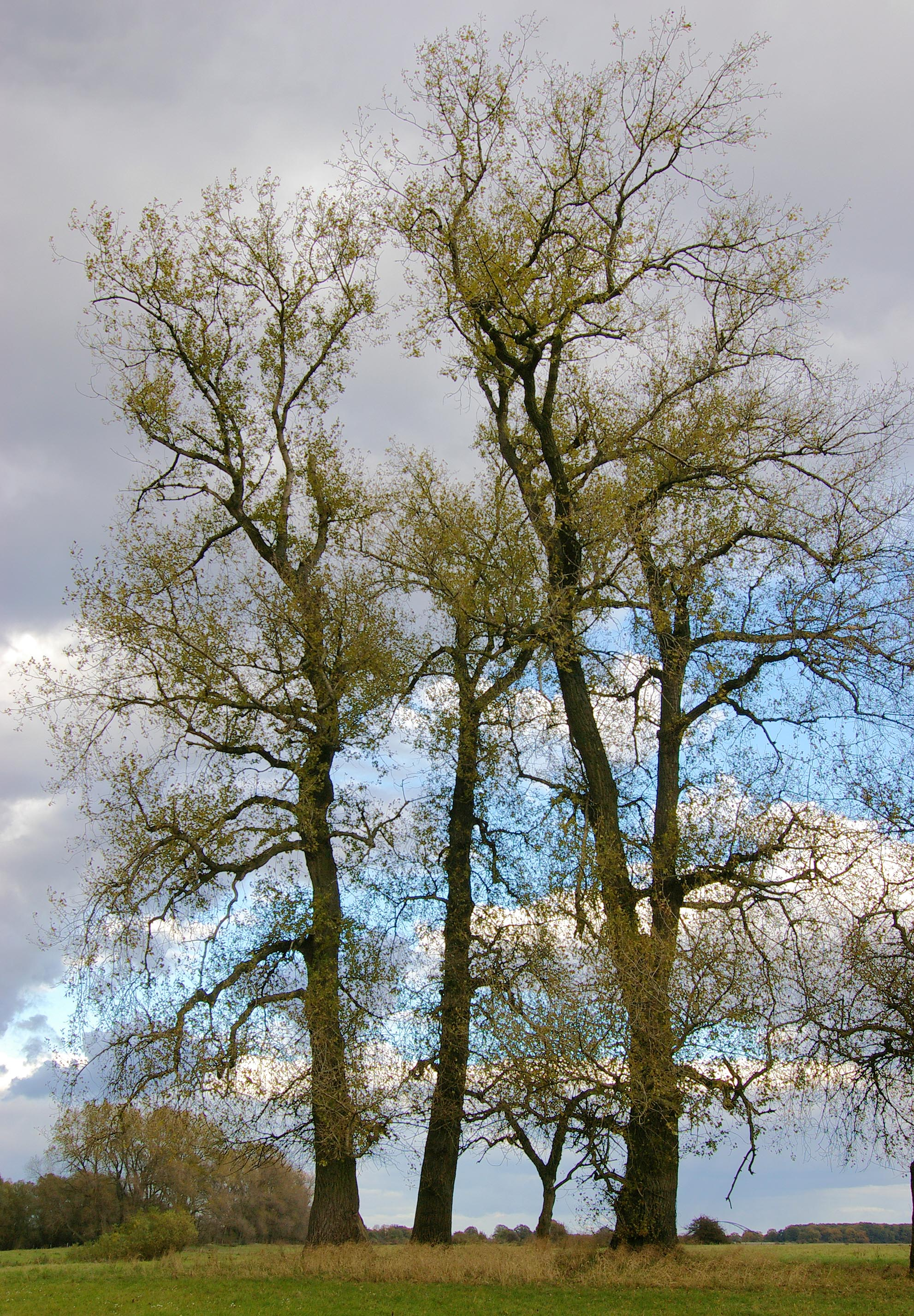
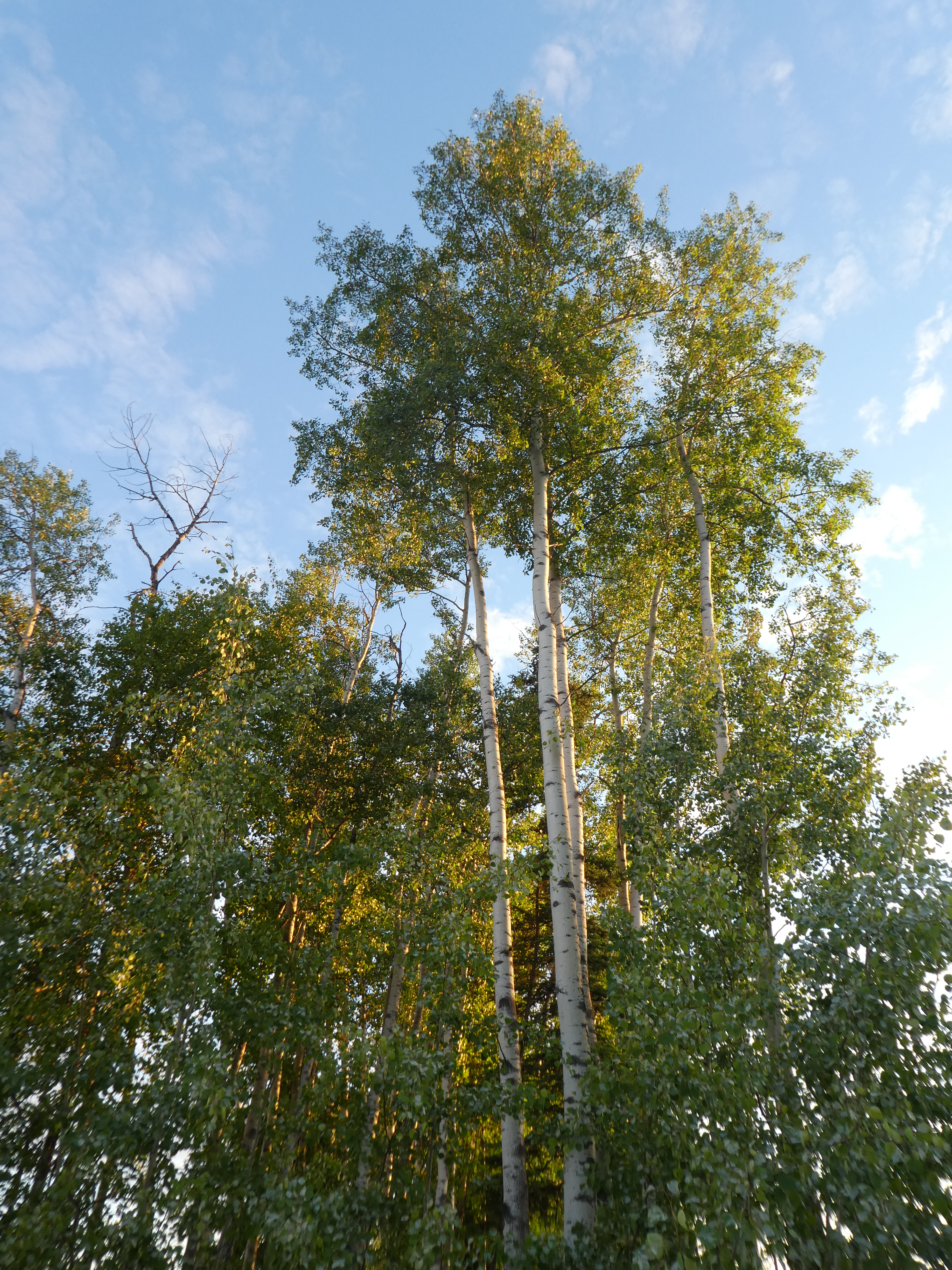
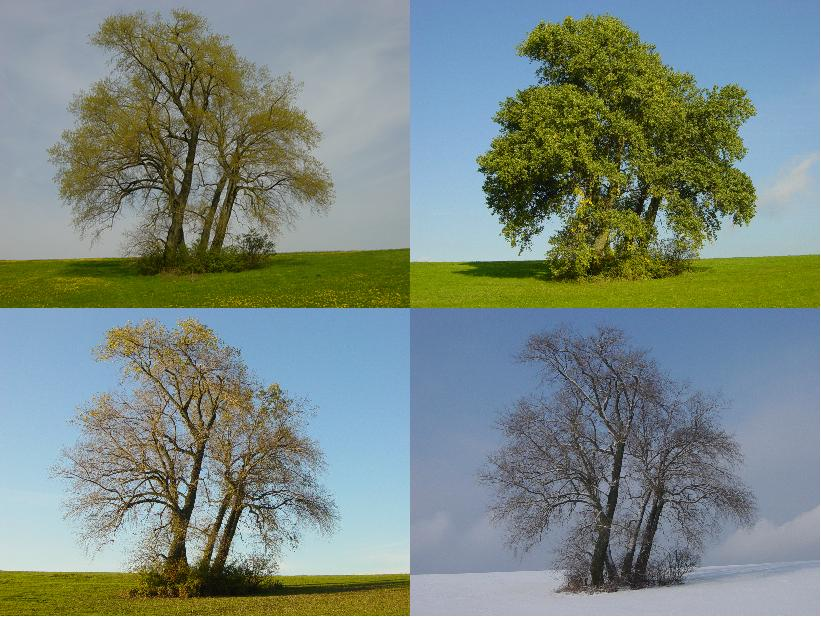

## واژه‌نامه
1. ↑  Salicin
2. ↑  Populin
3. ↑  Chrysin